# Tūmatar
Tūmatar (persiska: تومَتَر, تومتر) är en ort i Iran.   Den ligger i provinsen Västazarbaijan, i den nordvästra delen av landet, 600 km väster om huvudstaden Teheran. Tūmatar ligger 1 311 meter över havet och antalet invånare är 685.
Terrängen runt Tūmatar är kuperad söderut, men norrut är den platt. Runt Tūmatar är det ganska tätbefolkat, med 185 invånare per kvadratkilometer. Närmaste större samhälle är Bārān Dūz, 6,6 km väster om Tūmatar. Trakten runt Tūmatar består till största delen av jordbruksmark.